# Adagio y fuga en do menor (Mozart)
El Adagio y fuga en do menor, K. 546, es una composición de Wolfgang Amadeus Mozart, datada en Viena, el 26 de junio de 1788. La fuga es una transcripción para cuerdas de su Fuga en do menor para dos pianos, KV 426, que escribió en 1783.

## Estructura
El adagio, que no formaba parte del KV 426, está escrito en compás de 3/4; la fuga en alla breve y su indicación de tempo es allegro. La obra está escrita para primer y segundo violín, viola y violonchelo.

## Estilo
La pieza está inspirada particularmente en el estilo contrapuntístico de Johann Sebastian Bach. Los antecedentes de Bach a la pieza pueden apreciarse en la intensidad oscura y acentuada con un gradual cambio de estilo desde el clásico más próximo a la época de Mozart a un estilo más Barroco. Además, el estilo fugado de la pieza refleja la influencia de Bach sobre Mozart. Mozart experimentó su primer contacto con la música de Bach y de Handel en 1782, gracias a su amigo Gottfried van Swieten.